# Лиса Гора (Вінницький район)
Лиса Гора — село в Україні, у Іллінецькій міській громаді Вінницького району Вінницької області.

## Загальні відомості
Назва цього села відображає географічне розташування. Західна частина села знаходиться біля пагорба на якому не ростуть дерева. Цей пагорб є найвищою точкою округи. З іншої сторони пагорба, у долині, знаходиться каскад ставів. Всі річки в цих місцях беруть початок. Вздовж села з південного сходу на північний захід протікає невеличка річка Самець, яка утворює декілька ставків. Останні роки влітку річка майже повністю пересихає. Населення — близько 400 чол. В селі є дерев'яна церква XVIII ст., клуб, медпункт, школа, дитячий садок. Працює приватне підприємство по переробці деревини. Село багате на поклади каоліну.
Ось як описує цю місцевість відомий дослідник Л.Похилевич: " ЛЫСА ГОРА ,село в горістом и лесістом местоположеніи , в 12 верстах на юг от Линец  и в 3-х верстах от села Красненькаго. Названіе получило от довольно высокой горы, обнаженной от леса и называемой Лысою, на которой, под лесом, с незапамятных времен стоит каменный крест с славянскою надписью неразобранной.Жителей обоего пола 673, между коими есть несколько водворившихся здесь цыган, прописаных в крестьянство, но не смешавшихся с коренными жителями, пренебрегаемыми ими за крепостное состояніе, хотя сами кнему принадлежат. Церьковь Михайловская ,  деревянная, 7-го класса; земли имеет 37 десятин; построена 1791 года."
На півночі і півдні село межує з лісом. Ці ліси є одними з найбільших в області.
Село має свою історію. В роки Великої вітчизняної війни біля села відбувся бій партизанського загону з німецьким військовим підрозділом. Свідченням цього є обеліск, який встановлений між селами Лиса Гора та Василівка. Всупереч радянській пропаганді ці села не були спалені, та жоден їх житель не постраждав внаслідок непродуманих дій партизанських ватажків.
До села їздить автобус Вінниця 3—Красненьке. Тривалість маршруту — близько 3,5 год. Відстань від Вінниці — близько 80 км, від райцентра Іллінців — 12 км. Дорога від Іллінців пролягає через ліс.

## Історія
12 червня 2020 року, відповідно до розпорядження Кабінету Міністрів України № 707-р «Про визначення адміністративних центрів та затвердження територій територіальних громад Вінницької області» село увійшло до складу Іллінецької міської громади.
19 липня 2020 року, в результаті адміністративно-територіальної реформи та ліквідації Іллінецького району, село увійшло до складу Вінницького району.

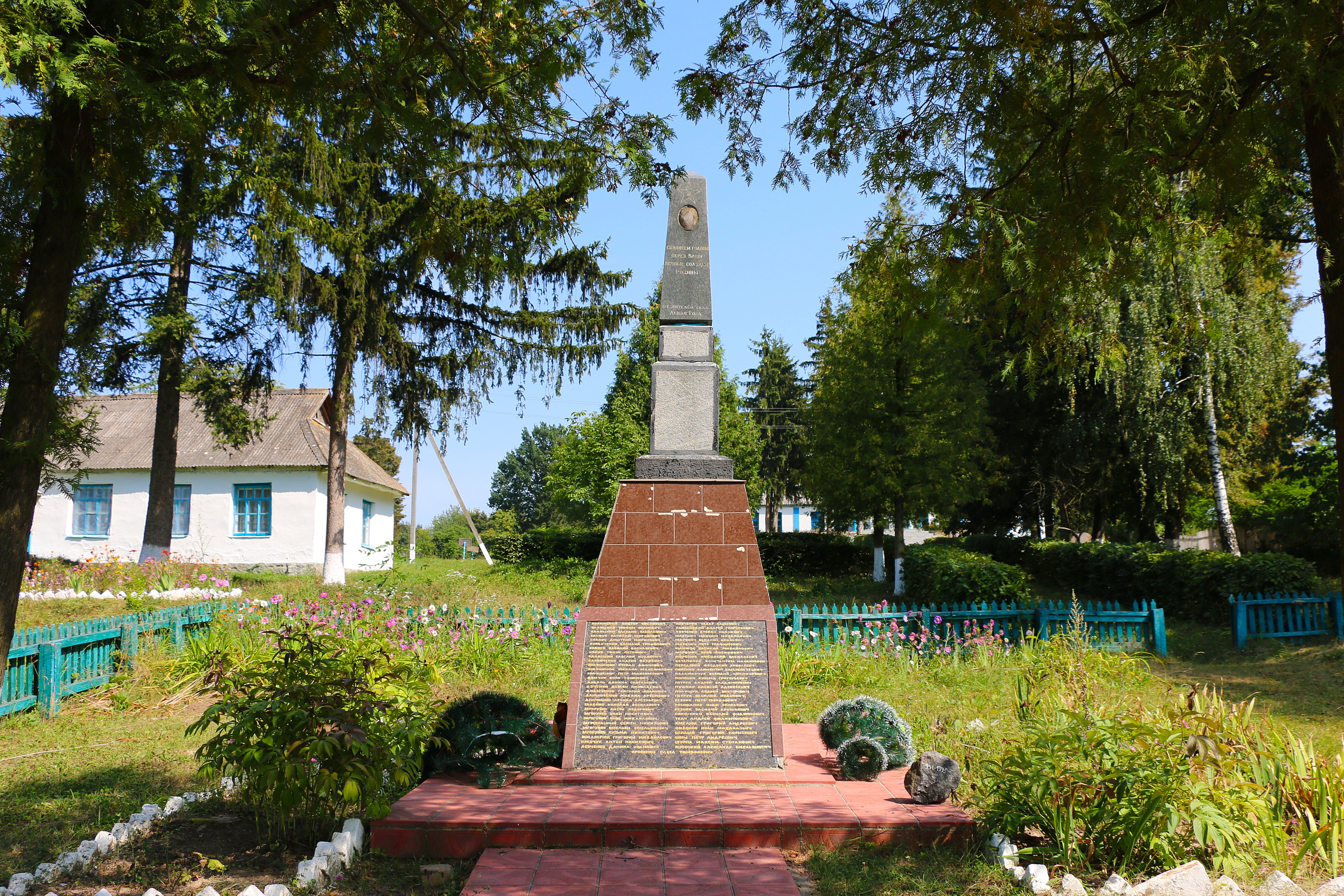
Братська могила і пам’ятник воїнам-односельчанам

## Символіка
Затверджена 18 липня 2018 р. рішенням №646 XXXIV сесії міської ради VIII скликання. Автори - В.М.Напиткін, К.М.Богатов, Л.М.Трохимець. Герб села є зворотно промовистим.

### Герб
У червоному щиті золоте укорочене вістря, обтяжене зеленим дубом і увінчане срібним хрестом. Вістря супроводжується двома золотими дубами. Герб вписаний в золотий декоративний картуш і увінчаний золотою сільською короною. Унизу картуша напис "ЛИСА ГОРА".
Герб символізує легенду про гору серед густого лісу, на вершині якої стоїть хрест з давньослов'янськими написами.

### Прапор
На червоному квадратному полотнищі з нижніх кутів до висоти в 3/4 від висоти прапора виходить жовтий клин, на якому зелений дуб; клин увінчаний білим хрестом. На вільних частинах по жовтому дубові.